# Plus (sieć telefonii komórkowej)

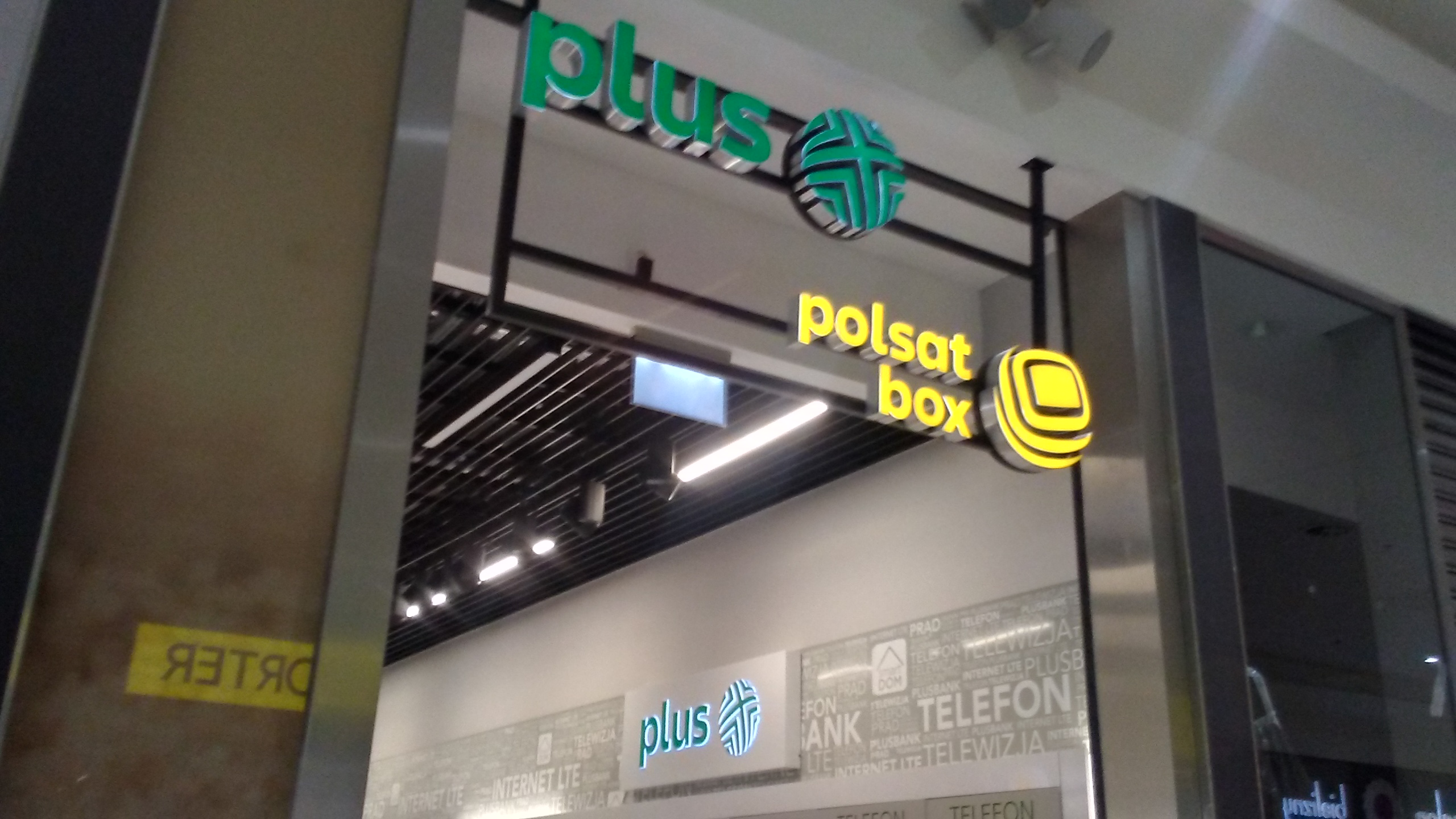
Logotyp i kolejność ekspozycji obowiązujące od jesieni 2021 roku

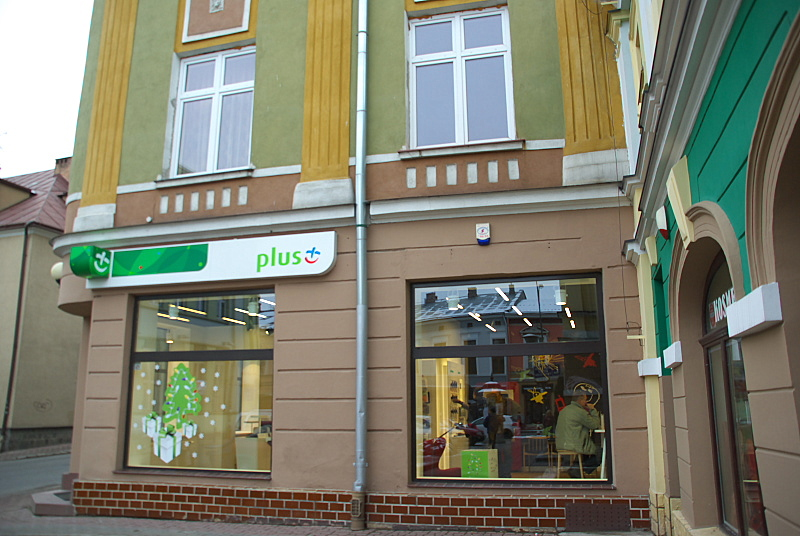
Oddział Plusa w Sanoku przy ul. Grzegorza

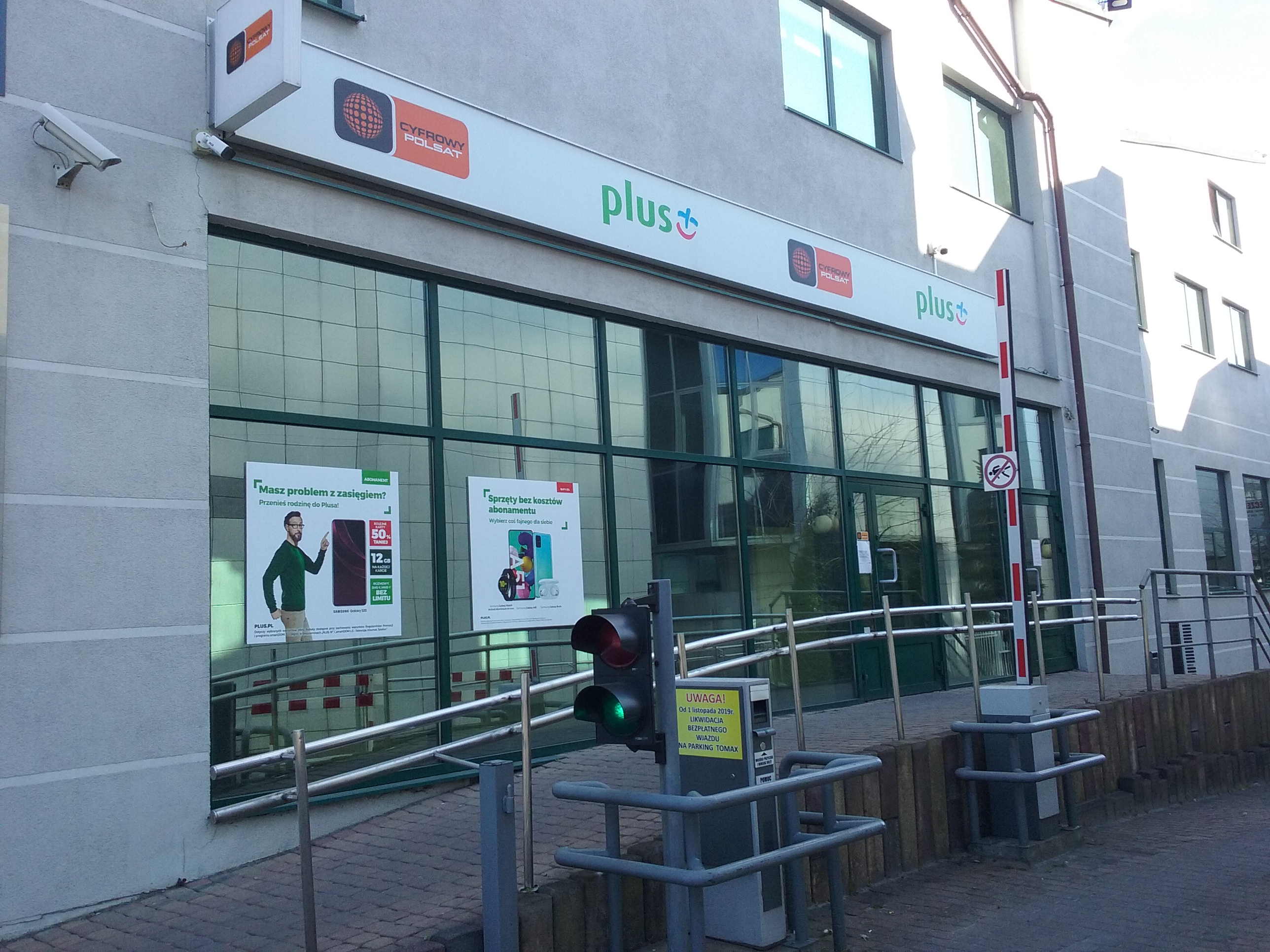
Salon sieci w Tomaszowie Mazowieckim

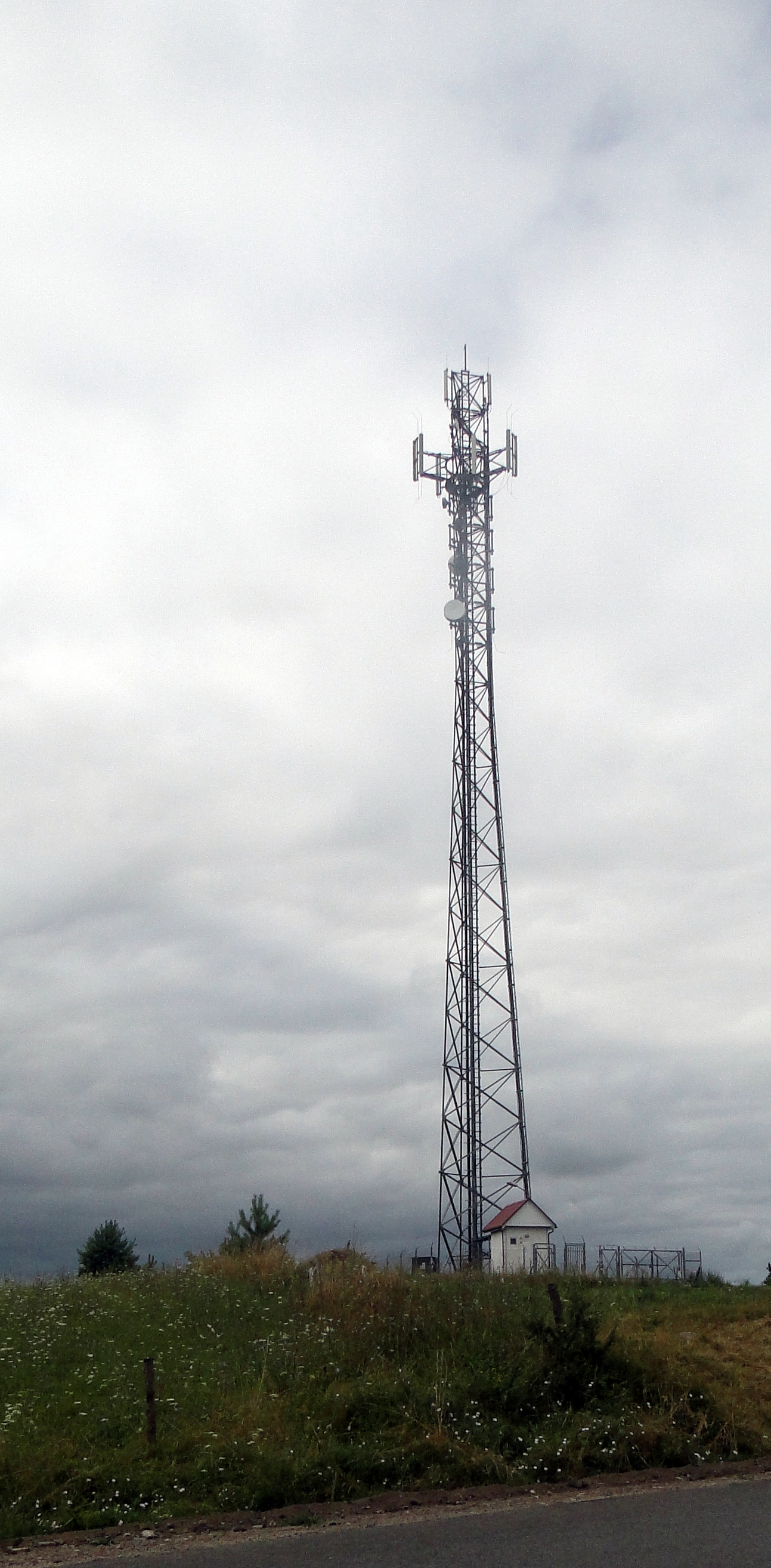
Stacja bazowa sieci w Starych Kiełbonkach

Plus (zapis stylizowany: plus+; dawniej Plus GSM) – sieć telefonii komórkowej w Polsce, której operatorem jest Polkomtel. Slogan Plusa to Wybierz swoje wszystko (w latach 2006–2011 hasłem przewodnim było Razem lepiej).

## Informacje ogólne
Plus jest cyfrową siecią telefonii komórkowej, dostępną dla 99% mieszkańców Polski zamieszkujących 98% terytorium kraju. Wykorzystuje między innymi pasma: GSM 900, GSM 1800 oraz UMTS. Międzynarodowe oznaczenie sieci to 260-01. Liczba przydzielonych numerów dla sieci Plus to 25 milionów. Plus posiada 17507 stacji bazowych (BTS), w tym: GSM 900: 9731 stacji, GSM 1800: 2985 stacji, UMTS: 4791 stacji (dane według wykazu UKE z dnia 10.05.2013.)
Sieć Plus oferuje zasięg technologii 3G/UMTS/HSPA/LTE/5G w Polsce (ok. 60% populacji kraju, ponad 1800 miejscowości). W kwietniu 2009 r. sieć Plus pomyślnie zakończyła testy nowej technologii HSPA Evolution (pod nazwą handlową HSPA+). Był to największy tego typu projekt realizowany w Europie. Infrastrukturę dostarczył Ericsson. Nowa technologia HSPA+ (3,75 G) pozwala na transmisję danych z prędkością do 21 Mb/s (downlink).
Firma we współpracy z GOPR-em, TOPR-em i WOPR-em stworzyła Zintegrowany System Ratownictwa.
Według danych Polkomtelu, na koniec drugiego kwartału 2016 roku z usług Plusa korzystało 10,316 mln użytkowników, w tym 6,576 mln (47%) w systemie przedpłaconym.
Średni dochód na abonenta (ARPU) na koniec 3 kwartału 2011 roku wyniósł 40,80 zł (62,9 / 16,0). Koszt pozyskania abonenta w systemie abonamentowym wynosi 342,9 zł (w pre-paid 9,5 zł), a koszt utrzymania abonenta – 355,2 zł. Pojedyncza karta SIM przynosi Polkomtelowi średnio 7 zł przychodów z tytułu interkonektu miesięcznie (10,0 / 3,50).
Średnia liczba minut wychodzących w miesiącu przypadająca na abonenta sieci Plus wynosi 115,6 (172,4 / 51,8), a średnia cena minuty połączenia wychodzącego to odpowiednio 0,23 i 0,16 zł. Średnia liczba wiadomości tekstowych wysyłanych w miesiącu przypadająca na abonenta wynosi 130 w obu systemach płatności, a średnia ich cena odpowiednio 6 i 3 grosze.
Średnia ilość danych przetransferowanych przez abonenta sieci Plus wyniosła 75,4 MB (140,6 / 2,2), a przychód z tego tytułu 3,8 zł (6,5 / 0,6). w sieci Plus zarejestrowanych było 573,5 tys. abonentów usługi Plus Internet, a średni dochód z tej usługi wyniósł 50,4 zł. Wskaźnik odejść klientów (churn) wyniósł 2,3% (1,0 / 4,1) i wykazuje tendencję spadkową.
Plus oferuje swoje usługi za pośrednictwem 26 salonów firmowych, ponad 500 autoryzowanych przedstawicielstw (POS) w całej Polsce, grupy Doradców Handlowych G300 oraz sprzedaży bezpośredniej obsługującej największych klientów biznesowych.
Od 1 stycznia 2013 r. Plus przy współpracy z PlusForum.pl uruchomiło nowy dział na forum – oficjalny dział sieci Plus, w którym na pytania użytkowników odpowiadają konsultanci Plusa, a także pomagają w rozwiązywaniu i wyjaśnianiu spraw lub ewentualnych problemów.
Sieć Plus w przeszłości oferowała również założony w sierpniu 2008 roku serwis internetowy umożliwiający możliwość legalnego zakupu muzyki w formacie pliku .mp3 pod nazwą Muzodajnia.pl. W 2013 roku Muzodajnia.pl otrzymała od ZPAV Złotą Płytę za „pokazywanie Polakom, że legalna muzyka w Internecie może być tania, łatwo dostępna i najwyższej jakości”. 29 sierpnia 2017 roku nazwa serwisu Muzodajnia.pl uległa zmianie na PlusMusic.pl. Serwis PlusMusic.pl istniał do 30 czerwca 2022 roku po czym zakończył działalność z dniem 1 lipca 2022 roku. Decyzja o zamknięciu serwisu została podjęta przez jego właściciela w związku ze skupieniem się na oferowaniu muzyki poprzez serwis Tidal.

## Historia
1 lutego 1996 roku ówczesny Minister Łączności, po przeprowadzeniu przetargu, wydał Polkomtelowi koncesję numer 1 na świadczenie usług telekomunikacyjnych z numerami rozpoczynającymi się od 601 i zezwolenie na budowę ruchomej sieci radiokomunikacyjnej według standardu GSM w paśmie 900 MHz, które później zostało rozszerzone również na GSM 1800 MHz oraz UMTS. Komercyjne uruchomienie sieci nastąpiło 1 października 1996 roku.
30 czerwca 2011 roku 100% akcji spółki zostało sprzedane spółce kontrolowanej pośrednio przez Zygmunta Solorza-Żaka. 24 października 2011 roku wydał na to zgodę UOKiK. Na mocy umowy zawartej 14 listopada 2013 r. kontrolę nad operatorem przejął Cyfrowy Polsat.

## Oferta
W ofercie Plusa znajdują się usługi telekomunikacyjne przeznaczone zarówno dla klientów biznesowych, jak i indywidualnych, pod markami:
- Plus Abonament – oferty taryfowe dla klientów indywidualnych oraz biznesowych (system abonamentowy, tzw. post-paid),
- Plus Mix – system łączący elementy abonamentu i usługi przedpłaconej,
- Plus na Kartę – telefony na kartę (system przedpłacony, tzw. prepaid),
- Plus Internet – bezprzewodowy dostęp do Internetu w oparciu o technologie GPRS/EDGE/UMTS/HSPA/WLAN,
- Plus Firma – oferty taryfowe dla firm i klientów biznesowych.

Sieć Plus zajmuje się również sprzedażą aparatów telefonicznych Huawei i ZTE pod własną marką („Plusfon”), a także producentów: LG, Motorola, Nokia, Sagem, Samsung, Sony Ericsson, BlackBerry, HTC oraz Jablotron.
Plus oferuje swoje usługi w oparciu o technologie:
- GSM, „Global System for Mobile Communications” – Technologia 2G. Najpopularniejszy obecnie standard telefonii komórkowej, odpowiada za transmisję głosu, SMS-ów.
- CSD, „Circuit Switched Data” – Umożliwia korzystanie z Internetu z prędkością do 9,6 kb/s.
- HSCSD, „High Speed Circuit Switched Data” – Umożliwia korzystanie z Internetu z prędkością do 57,6 kb/s.
- GPRS, „General Packet Radio Service” – Technologia 2.5G – Umożliwia korzystanie z Internetu z prędkością do 53,6 kb/s.
- CDMA, „Code Division Multiple Access” – Umożliwia korzystanie z Internetu z dużą odpornością na zakłócenia.
- EDGE, „Enhanced Data rates for GSM Evolution” – Technologia 2.75G – Umożliwia korzystanie z Internetu z prędkością do 236,8 kb/s.
- UMTS, „Universal Mobile Telecommunications System” – Technologia 3G – Umożliwia korzystanie z Internetu z prędkością do 384 kb/s.
- HSPA (HSDPA i HSUPA), „High-Speed Packet Access” („High Speed Downlink Packet Access” i „High Speed Uplink Packet Access”) – Umożliwia korzystanie z Internetu z prędkością do 7,2 Mb/s.
- HSPA Evolution (HSPA+), „High-Speed Packet Access Evolution” – Technologia 3.75G – Umożliwia korzystanie z Internetu z prędkością do 21,6 Mb/s.
- HSPA+DC, „High Speed Packet Access+Dual Carrier” – Umożliwia korzystanie z Internetu z prędkością do 42 Mb/s.
- LTE – „Long Term Evolution” – Umożliwia korzystanie z Internetu z prędkością do 150 Mb/s.
- WLAN
- Push to talk
- 5G